# Пачовський Михайло Іванович
доктор Михайло Іванович Пачовський (псевдо — Михань, Лопач; 20 вересня 1861, с. Добростани, нині Яворівського району, Львівська область — 13 березня 1933, м. Долина, нині Івано-Франківської области) — український письменник, просвітник, педагог, фольклорист, композитор-аматор, громадський діяч. Почесний громадянин Долини.

## Життєпис

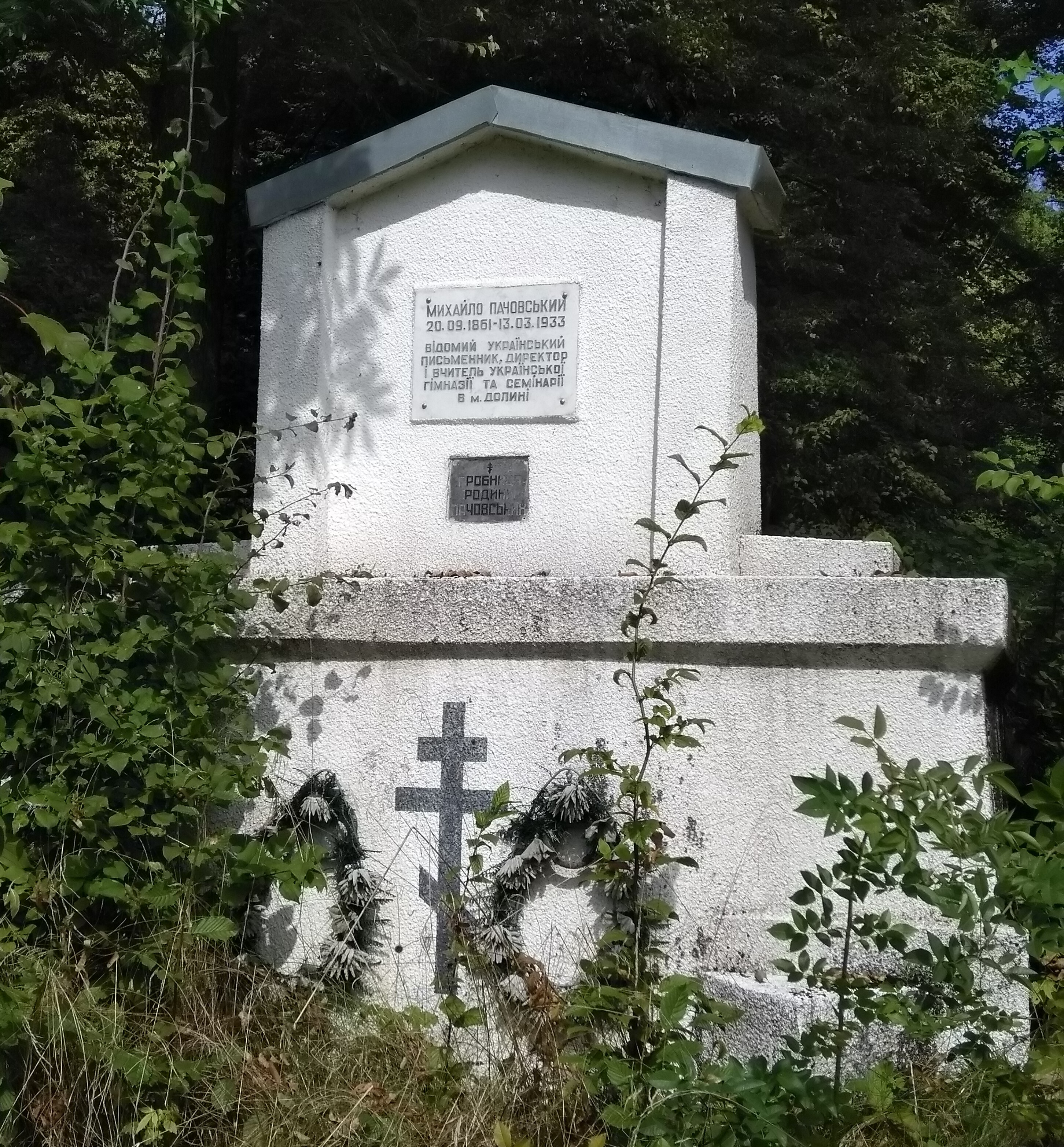
Гробівець Михайла Пачовського на цвинтарі в місті Долина

Меморіальна таблиця Михайлові Пачовському на стіні гімназії №1

Відомий свого часу викладач, науковець, письменник, етнограф, самодіяльний композитор, активний громадський діяч є вихідцем із Добростанів. Закінчив Віденський університет (1887), там же захистив докторську дисертацію. Учителював у Львові, був викладачем Коломийської гімназії (1893—1897), пізніше — директором української гімназії в Долині на Станиславівщині. У 1884 році з ініціативи Михайла Пачовського в селі Добростани було засновано читальню імені Т. Г. Шевченка.
1911 року, коли «Просвітою» було кинуто клич: «100-річчю Маркіяна Шашкевича — 100 українських гімназій», Михайло Пачовський в м. Долині (тепер Івано-Франківська область) заснував і очолив перший навчальний заклад у Долині, у якому дітям давали освіту на рідній українській мові — приватну українську гімназію ім. Маркіяна Шашкевича, був її директором від 1911 (за іншими даними від 1918) до 1922 року. Був директором учительської семінарії в м. Долині.
За часів ЗУНР обіймав посаду міського комісара Долини та був делегатом Української Національної Ради Західноукраїнської Народної Республіки від Долинського повіту.
Михайло Пачовський збирав і досліджував фольклор, писав студії з етнографії, літературознавства та мовознавства. В молоді роки зібрав на Долинщині, Стрийщині, Коломийщині зразки усної словесної творчості і на основі зібраних матеріалів 1892 р. опублікував фольклористичне дослідження «Про вплив християнства на усну словесність русинів», ця праця дістала високу оцінку вчених. На цю працю звернув увагу Іван Франко в оглядовій статті «Наше літературне життя в 1892 році (листи до редактора „Зорі“)» (1893). Цю тему розробляв далі, що стало основою нових публікацій в тодішніх часописах. А в 1901, 1903 рр. вийшло друком двотомне дослідження «Народні думи з ілюстраціями». Досі не втратили своєї цінності його розвідки: «Замітки до науки руської мови в середніх школах» (1898), «Соті роковини народного письменства Руси-України. Пам'яті Івана Котляревського» (1898), «Ілюстроване українсько-руське письменство в життєписах для молодежи» (1909), «Виїмки з українсько-руського письменства 16-17 ст. для вищих кляс середніх шкіл» (1916) та інші. Михайло Пачовський уклав польсько-український словник.
У 1901—1902 рр. був редактором українського ілюстрованого двотижневика для дітей і молоді «Дзвінок», який виходив у Львові. Перший друкований твір — повість «Вечорниці». Автор кількох розвідок з фольклору («Дещо про руські билини і думи» (1893), «Народний похоронний обряд на Руси» (1903), статей про Тараса Шевченка, Івана Котляревського, Маркіяна Шашкевича, підручників для шкіл. Був композитором-аматором, створив відомі в Галичині пісні для мішаного хору «Ой, не гаразд, запорожці», «Чумаки», а в останні роки життя працював над оперою «Матуристи».
У 1931 році був одним із членів-засновників «Гімнастично-спортивного товариства «Сокіл» у Долині, головна мета діяльності котрого полягала в залученні молоді до загально фізичних вправ, занять з різних ігрових видів спорту і формування національно свідомих громадян.
Похований у родовому гробівці на старому цвинтарі міста Долини.

## Вшанування пам'яті
- 25 листопада 1990 р. громадськість Долини урочисто відкрила меморіальну дошку Михайлу Пачовському на фасаді будинку Долинської гімназії № 1.
- У 2001 році районним Товариством охорони пам’яток історії та культури відновлено склеп із прахом Пачовського на старому цвинтарі в м. Долина.
- У вересні 2011 року на батьківщині Михайла Пачовського у с. Добростани відкрито музей родини Пачовських.

## Твори
- Замітки до науки руської мови в середніх школах (1898).
- Сотні роковини народного письменства Руси-України. Памяти Івана Котляревского. — У Львові: З друкарні Наукового Т-ства ім. Шевченка. — Під зарядом К. Беднарского, 1898. (Літературно-науковий вістник (Львів). — 1898. — Т. 4.)
- Народні думи / впорядкував і пояснив др. М.Пачовський. — Львів, 1901, 1903. — Ч.1-2.
- Народний похоронний обряд на Руси (1903).
- Ілюстроване українсько-руське письменство в життєписах для молодежи (1909).
- Виїмки з українсько-руського письменства 16-17 ст. для вищих кляс середніх шкіл (1916).